# 中上正文
中上 正文（なかがみ まさふみ、1932年 -）は日本の推理作家。鹿児島県生まれ。1960年、慶應義塾大学文学部卒業。1978年、探偵小説専門誌『幻影城』の第4回幻影城新人賞小説部門で「贋作たけくらべ」が佳作となりデビューしたが、翌年には『幻影城』が休刊となり、デビュー作を含め2短編を発表したのみである（第4回は入選作なし、中上以外の佳作は津端英二）。

## 作品リスト
- 贋作たけくらべ （幻影城No.49、1978年12月号）
  - 『甦る「幻影城」Ⅰ 新人賞傑作選』（1997年8月、角川書店 カドカワ・エンタテインメント）に収録
- 窓の殺意 （幻影城No.52、1979年6月号）